# Limusgede
Limusgede is een bestuurslaag in het regentschap Ciamis van de provincie West-Java, Indonesië. Limusgede telt 3085 inwoners (volkstelling 2010).